# Ernst Schultz (Mathematiker)
Ernst Schultz (* 27. August 1862 in Danzig; † 1919) war ein deutscher Mathematiker.

## Leben
Bis Michaelis 1880 besuchte Schultz das Realgymnasium zu St. Peter in Danzig. Nach dem Abitur studierte er an der Albertus-Universität Königsberg Mathematik und Philosophie. 1881 wurde er im Corps Hansea Königsberg recipiert. Als Inaktiver wechselte er an die Friedrich-Wilhelms-Universität zu Berlin und die Friedrichs-Universität Halle. Mit einer Doktorarbeit über den damals noch lebenden schwedischen Astronomen Hugo Gyldén wurde er 1889 in Halle zum Dr. phil. promoviert.
Am Realgymnasium zu St. Johann in Danzig legte er sein Probejahr ab. Nachdem er ein Semester  am Gymnasium Marienwerder vertreten hatte, war er in Danzig noch ein Semester freiwilliger Hilfslehrer am Realgymnasium zu St. Johann. Die folgenden Jahre wirkte er als Vertreter an verschiedenen Orten der Provinz Westpreußen. Michaelis 1890 wurde er als wissenschaftlicher Lehrer an die Kgl. Maschinenbauschule Dortmund berufen. Seit Ostern 1896 an der Maschinenbau- und Hüttenschule Duisburg, wurde er 1898 zum Oberlehrer befördert. Er wurde 57 Jahre alt.
Herausgegeben hat Schultz einen Leitfaden der Planimetrie für gewerbliche Lehranstalten, einen Leitfaden zur Berechnung von geometrischen Körpern für Maschinenbauschulen, ein Handbuch der U-Stahl-Normalprofile und eine Reihe Mathematischer Strukturen. Seine Publikationsliste ist lang.